# Мовчанська сільська рада
| Мовчанська сільська рада — колишній орган місцевого самоврядування у Жмеринському районі Вінницької області з адміністративним центром у с. Мовчани. Сільській раді підпорядковані населені пункти: - с. Мовчани |

## Склад ради
Рада складається з 12 депутатів та голови.

## Керівний склад сільської ради
| ПІБ                         | Основні відомості                                                                      | Дата обрання | Дата звільнення |
| --------------------------- | -------------------------------------------------------------------------------------- | ------------ | --------------- |
| Барчишин Василь Семенович   | Сільський голова, 1947 року народження, освіта, безпартійний                           | 26.03.2006   | 01.02.2008      |
| Паламар Валентина Петрівна  | Сільський голова, 1970 року народження, освіта, Всеукраїнське об'єднання «Батьківщина» | 01.06.2008   | 31.10.2010      |
| Паламар Валентина Петрівна  | Сільський голова, 1970 року народження, освіта вища, позапартійна                      | 31.10.2010   | 04.11.2015      |
| Проць Григорій Вячеславович | Сільський голова 1968 року народження, освіта базова вища, "Солідарність"              | 04.11.2015   |                 |

Примітка: таблиця складена за даними джерела